# Alix Klineman
Alexandra Rose "Alix" Klineman, född 30 december 1989 i Manhattan Beach, Kalifornien, USA, är en volleyboll- och beachspelare.
Klineman började sin idrottskarriär som volleybollspelare. Hon studerade vid Mira Costa High School. När hon gick där blev hon flera gånger utsedd till All-American och bästa spelare på high school-nivå i USA. Med skolan blev hon delstatsmästare tre gånger. Klineman tog examen från Mira Costa 2007 och studerade vidare vid Stanford University och spelade med deras lag Stanford Cardinal. Under Klinemans tid vid universitet nådde laget som bäst final i NCAA Women's Division I Volleyball Championship. Även på universitetsnivå blev hon utsett till All-American flera gånger.
Klineman spelade både med USA:s damjuniorlandslag i volleyboll och USA:s damlandslag i volleyboll. Med juniorlandslaget tog hon guld vid Nordamerikanska U19-mästerskapet 2004 medan hon tog brons med seniorlandslaget vid panamerikanska spelen 2011. Klineman blev proffs i Italien 2011. Hon blev avstängd 13 månader för bruk av androgena-anabola steroider under 2013. Hon lämnade Italien 2015 för att istället spela i Brasilien med Praia Clube, där hon stannade till 2017.
Hon gick över till att spela beachvolley 2017 och blev samma år utsedd till "rookie of the year" på AVP Tour. Sedan slutet av 2017 spelar Klinemann tillsammans med April Ross. Under 2018 spelade de både på AVP Tour (där de vann fyra tävlingar) och FIVB Beach Volleyball World Tour (där de vann två tävlingar). Under 2019 vann de två ATP Tour-turneringar och en World Tour-turnering. Dessutom nådde de final vid VM 2019. De vann tre ATP Tour-turneringar 2020. Under 2021 vann de OS 2020 genom att gå obesegrade genom turneringen.